# Parafia Narodzenia Najświętszej Maryi Panny w Zgłowiączce
Parafia Narodzenia Najświętszej Maryi Panny w Zgłowiączce – parafia rzymskokatolicka, znajdująca się w diecezji włocławskiej, w dekanacie lubranieckim. 